# Zaluzianskya
Zaluzianskya este un gen de plante din familia Scrophulariaceae, ordinul Scrophulariales.

## Specii
Cuprinde  peste 45 specii:
- Zaluzianskya acrobareia
- Zaluzianskya acutiloba
- Zaluzianskya affinis
- Zaluzianskya africana
- Zaluzianskya alpestris